# Комсомольская площадь (Самара)
Комсомо́льская пло́щадь — площадь в Железнодорожном районе города Самара, на которой стоит Железнодорожный вокзал станции Самара.
Площадь ограничена улицами Михаила Агибалова, Спортивной, Льва Толстого и зданием Управления Куйбышевской железной дороги

## Транспорт
- Автобусные маршруты — 1, 5, 11, 22, 37, 50, 52.
- Маршрутные такси — 1, 1к, 5д, 22, 37, 48д, 50, 50д, 52, 56, 60, 67, 77д, 98, 99, 205, 206, 211, 216, 226, 252, 259, 264, 266, 295, 410, 424, 424к, 424д
- Трамвайные маршруты — 1, 4, 16, 23 (по улице Красноармейской)
- Троллейбусные маршруты — 4, 6, 12, 15, 16, 17, 20
- Метрополитен — проектируемая станция Самарского метрополитена — станция метро Вокзальная

На Комсомольской площади предусмотрена большая стоянка для частного легкового автомобильного транспорта.

## Здания и сооружения

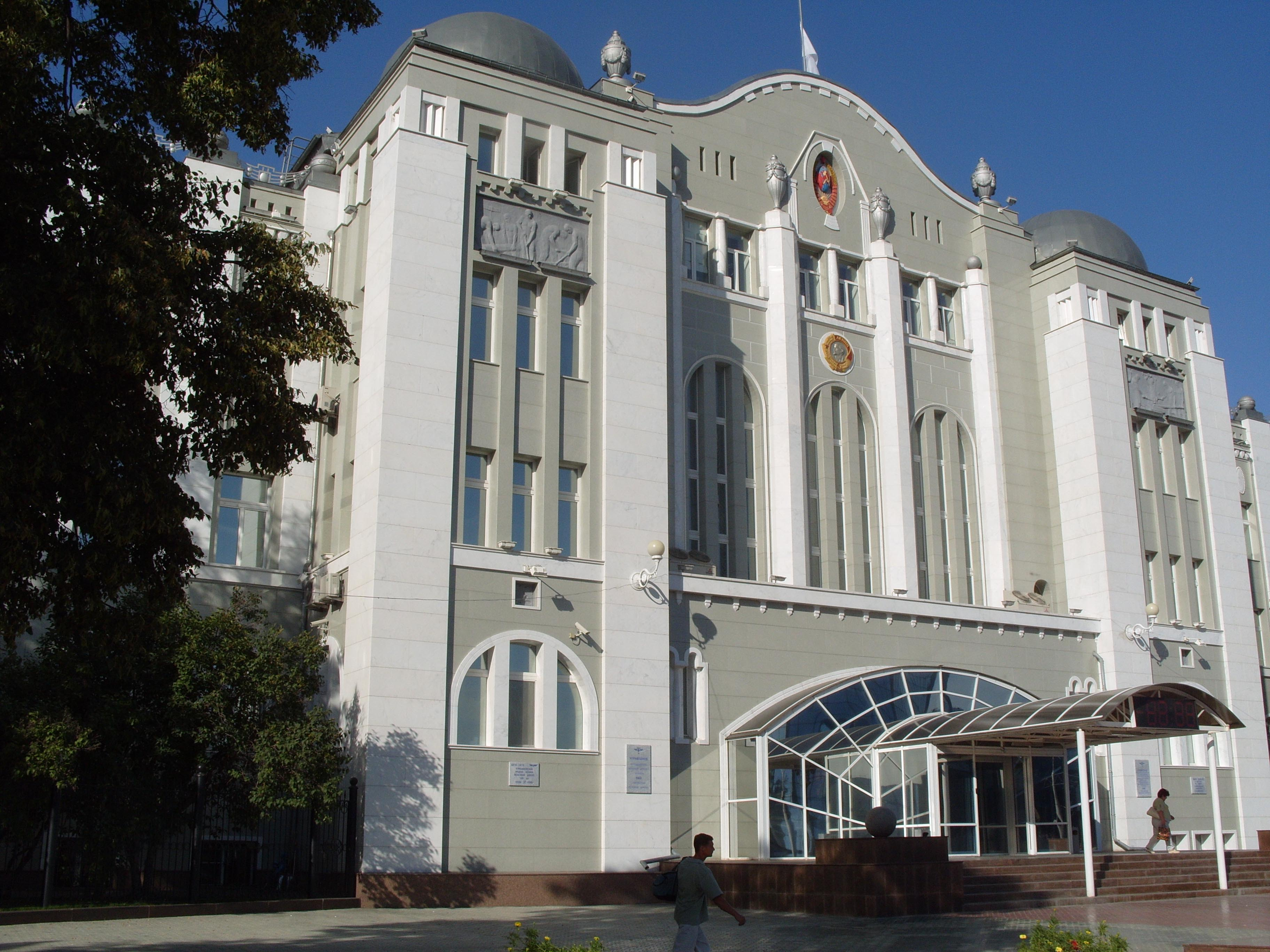
Управление Куйбышевской железной дороги

- Железнодорожный вокзал станции Самара
- Управление Куйбышевской железной дороги
- Дорожная больница (поликлиника)
- Памятник Юрию Деточкину
- Памятник паровозу Л-3285[1].